# خضير عبد الأمير
خضير عبد الأمير (1934 - ) كاتب وروائي عراقي، من أعماله رواية «رموز عصرية» التي اختارها اتحاد الكتاب العرب ضمن أفضل مئة رواية عربية في القرن العشرين.

## نُبذة
تلقى تعليمه الثانوي في بغداد، نشر أول قصة له في جريدة الشعب عام 1956، وعُين موظفًا في مديرية الاستيراد، ثم نُقل إلى وزارة الإعلام وعمل سكرتيرًا لتحرير مجلة الطليعة الأدبية من 1979 حتى 1984، وشغل منصب رئيس تحرير المجلة (1984-1990). عمل محررًا متفرغًا في مديرية الشؤون الثقافية العامة في مجلة الأقلام عام 1993، وهو عضو اتحاد الأدباء والكتاب في العراق.

## من أعماله

### روايات
- ليس ثمة أمل لكلكامش (1971)،
- رموز عصرية (1977)،
- هذا الجانب من المدينة (1984)،
- الطرق الموحشة (1999)،
- حب وحرب (2000).

### كتابات أُخرى
- حمام السعادة (مجموعة قصصية)، (1964)
- الرحيل (مجموعة قصصية)، (1968)
- عودة الرجل المهزوز (مجموعة قصصية)، (1970)
- كانت هناك حكاية (مجموعة قصصية)، (1974)
- خيمة للعم حسن(مجموعة قصصية)، (1974)
- الفرارة (قصص)، (1979)
- الليلة الأولى في بيت النصر (نصوص قصصية)، (1988)
- نجوم في سماء النهار: قصص من جبهات القتال (قصص)، (1985)
- عاشقان من بغداد (قصص)، (1987)
- الأسود والأبيض (قصص)، (1990)
- الصلصال (مجموعة قصصية)، (1996)
- الأشباح (مجموعة قصصية)، (2001)

## جوائز
- جائزة العمود الصحفي المقدمة من جائزة الصحافة العربية بالإمارات عام 2015.